# 몽파르나스 타워
몽파르나스 타워(프랑스어: Tour Montparnasse 투르 몽파르나스[*]), 정식 명칭인 멘-몽파르나스 타워(프랑스어: Tour Maine-Montparnasse 투르 멘-몽파르나스[*])는 프랑스 파리의 몽파르나스에 위치한 사무용 빌딩이다. 높이 210m로 완공 당시부터 파리에서 가장 높은 마천루였으며, 2011년 라데팡스의 퍼스트 타워(높이 231m)가 완공됨에 따라 2순위로 밀렸다. 동시에 유럽 연합에서 14번째로 높은 건물이기도 하다.
건축가 외젠 보두앵, 위르벵 카상, 루이 우앵 드 마리앙이 설계를 맡았고 캉프농 베르나르 사에서 건축을 맡았다. 1969년 착공해 4년간의 공사 기간을 거쳐 1973년 완공되었다. 완공 후 40년이 지난 지금은 건물이 상당히 노후화된 탓에 타워 외관을 리모델링하기 위한 프로젝트가 진행되고 있다. 2017년 9월에는 설계공모에서 누벨 사의 설계안이 당선되었다. 리모델링 예산은 약 3억 유로로 타워 소유사측이 전액 부담하며, 오는 2024년 파리 하계 올림픽이 열릴 때까지 공사를 마치는 것으로 예정되어 있다.

## 상세

### 구조
몽파르나스 타워는 총 59층 규모의 타워로서 대다수층이 사무공간으로 되어 있다. 56층에는 르 시엘 드 파리 (Le Ciel de Paris)라는 이름의 레스토랑이 자리해 있으며, 꼭대기층에는 테라스가 있어 누구든 파리의 전망을 즐길 수 있다. 여기서 보이는 전망범위는 약 40km에 달하며, 오를리 공항에서 이륙하는 항공기도 볼 수 있다. 전망 테라스의 난간은 공압기술로 높이조절이 가능하며 수많은 안테나선이 달려 있다. 교통편으로는 파리 메트로의 몽파르나스 - 비앙브뉘 역이 타워 바로 밑에 위치해 있다.
몽파르나스 타워에는 총 58개의 LED 조명이 네 구역에 따라 설치되어 있으며, 약 4만 개에 달하는 광점을 사계절에 맞추어 아름답게 빛낼 수 있다. 이를 설치하는 데에는 총 100만 유로의 예산이 투입되었으며, 2012년부터 가동에 들어갔다. 2017년 5월 13일에는 파리 시의 2024년 하계 올림픽 유치를 기념하여 후보도시 로고를 건물에 띄우는 행사를 거쳤다. 2017년 5월 23일에는 영국 맨체스터 테러를 추모하는 의미에서 자정을 기해 몽파르나스 타워의 모든 조명을 점등하는 행사를 가졌다.

### 비판
한편으로 몽파르나스 타워는 단순한 건축구조, 큼직한 비중, 획일적인 외관 등이 파리 시의 풍경과는 동떨어져 있다는 비판을 받기도 한다. 이 때문에 타워가 완공되고 2년 후에는 파리 도심에서 7층 이상 규모의 건축물 시공을 전면 금지하는 결과를 낳았다.
2008년 여행명소 사이트 '버추얼투어리스트' 편집인 설문조사에서는 미국의 보스턴 시청에 이어 세계에서 두번째로 못생긴 건축물로 꼽히기도 했다. 또 <뉴욕 타임스>에서는 몽파르나스 타워의 전망대에서 바라보는 풍경이 파리에서 가장 아름다운 풍경인데, 그 이유는 몽파르나스 타워가 유일하게 보이지 않는 곳이기 때문이라고 평하기도 했다.

## 사진

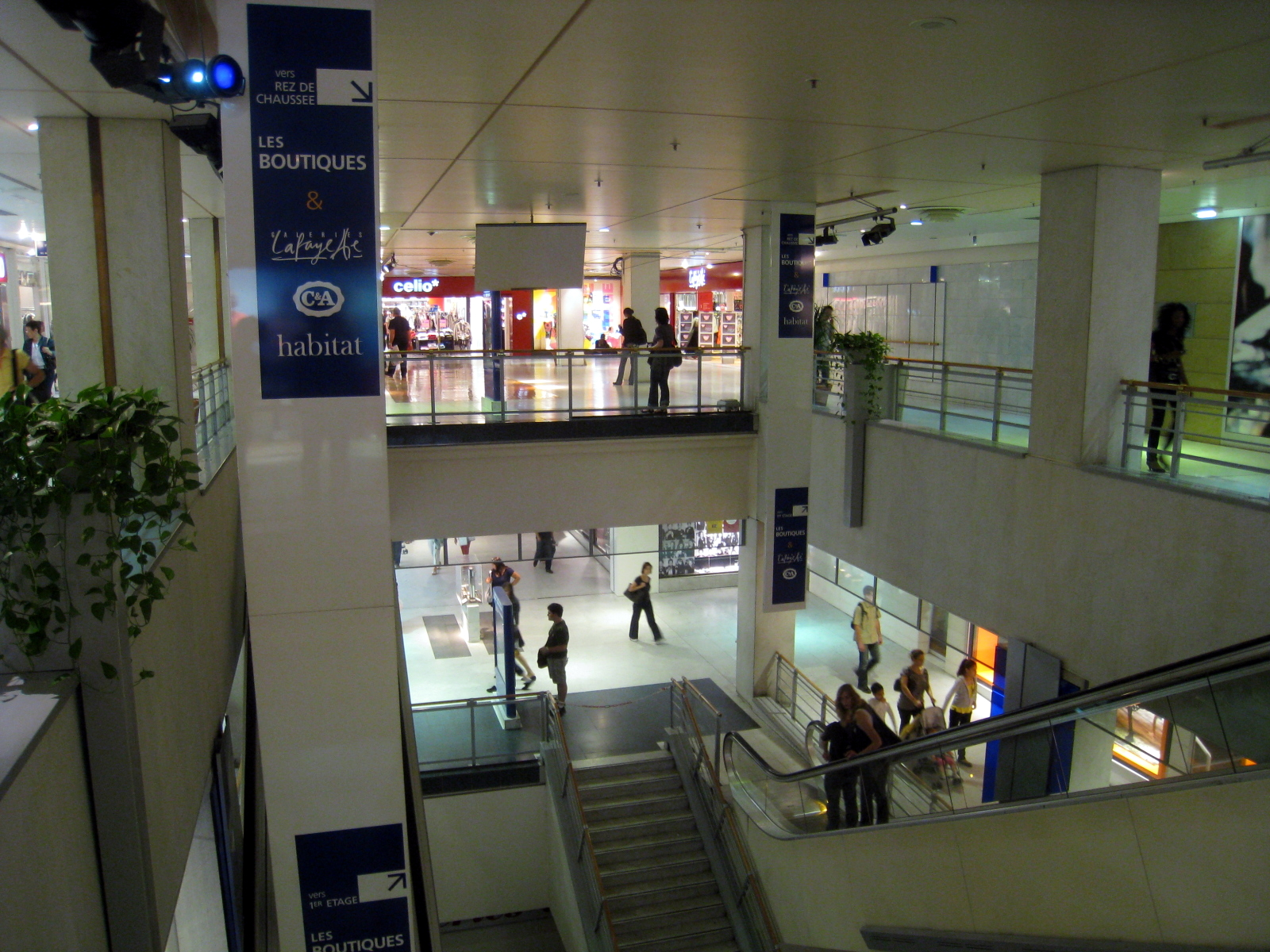
쇼핑센터
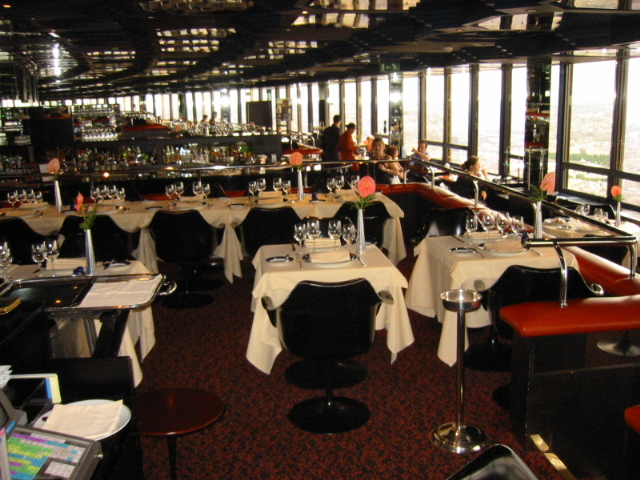
레스토랑 '시엘 드 파리'
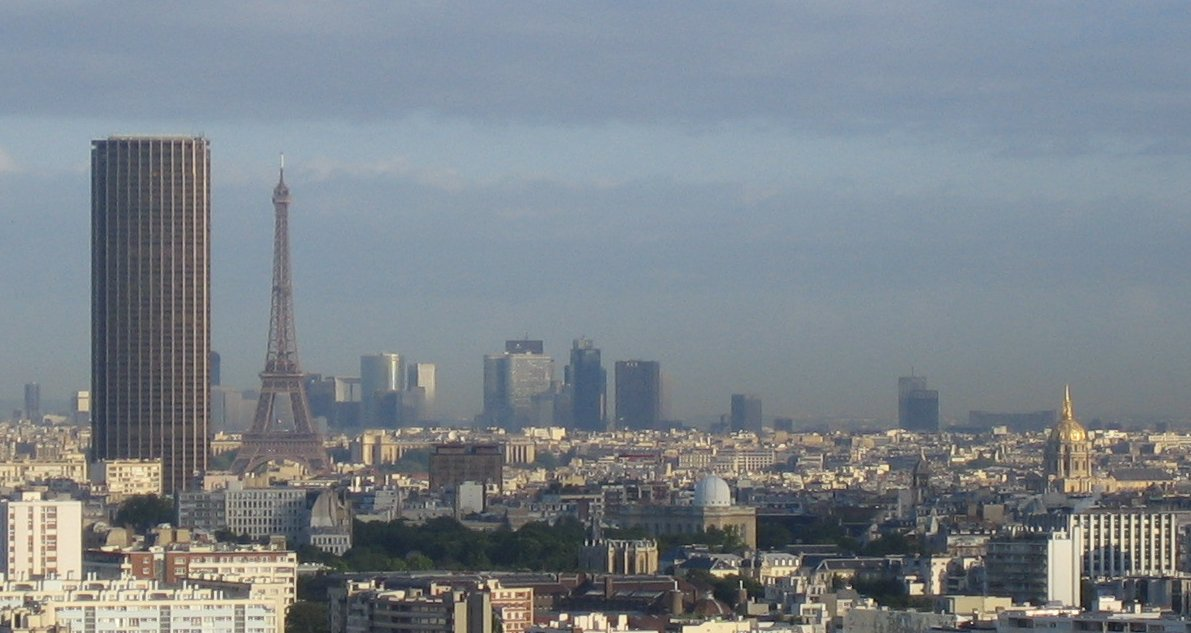
에펠탑과 나란히 잡힌 몽파르나스 타워
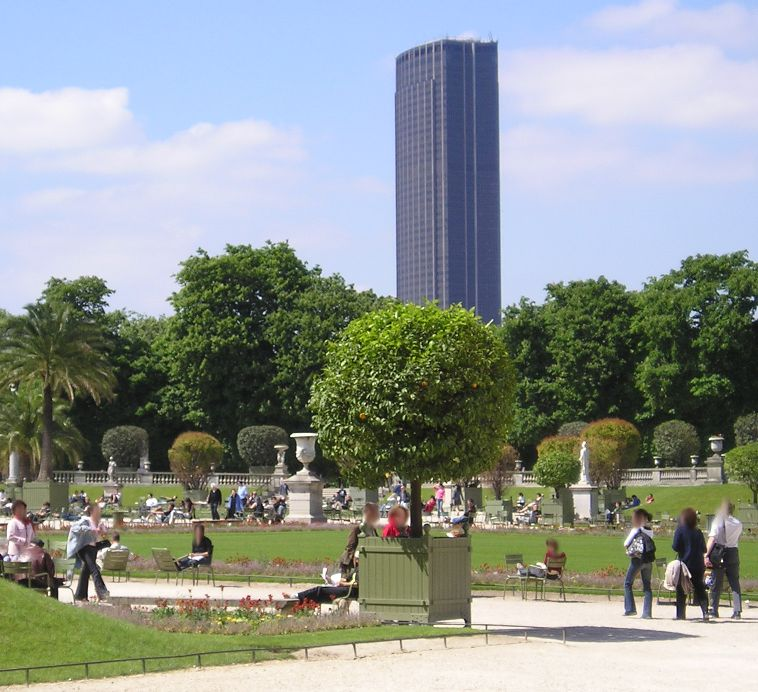
뤽상부르 공원에서의 모습
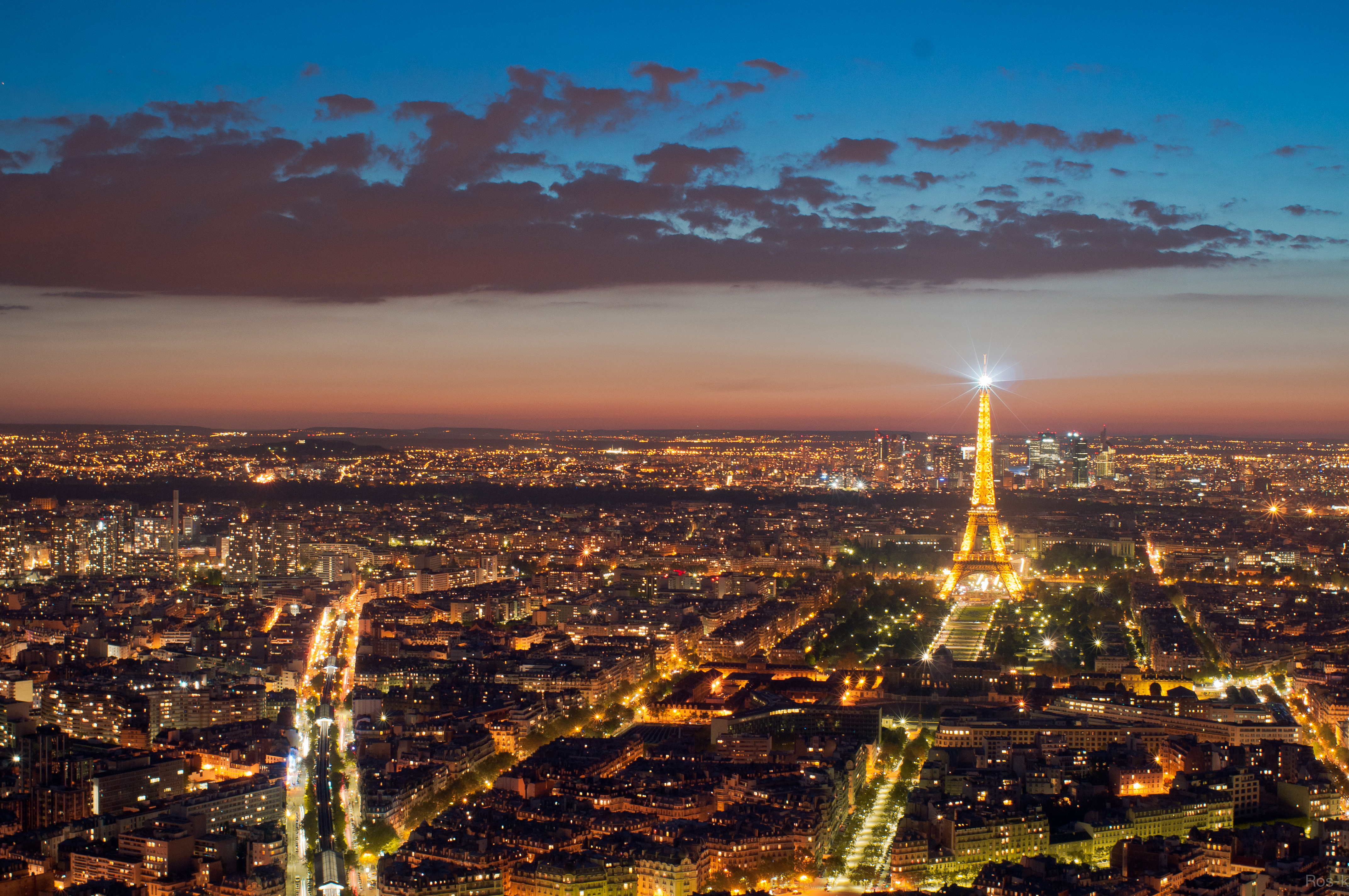
전망대에서 바라본 에펠탑

## 같이 보기
- 프랑스의 마천루 목록